# Isolde Barth
Isolde Barth (* 24. August 1948 in Maxdorf, Rhein-Pfalz-Kreis) ist eine deutsche Schauspielerin.

## Leben
Isolde Maria Theresia Barth spielte bereits während ihrer Schulzeit am Ursulinen-Gymnasium Mannheim kleine Rollen am Nationaltheater Mannheim. Nach dem Abitur 1967 begann sie ihre Schauspielausbildung zunächst an der Staatlichen Hochschule für Musik und darstellende Kunst Stuttgart und wechselte dann 1968 an die Folkwang Hochschule Essen. Die Abschlussprüfung absolvierte sie dort im Sommer 1970. Im selben Jahr trat sie ihr erstes Engagement an den Wuppertaler Bühnen an. Zu ihren Theaterstationen zählten unter anderem das Staatstheater Darmstadt, das Schweizer Tourneetheater (Die bitteren Tränen der Petra von Kant unter der Regie von Rainer Werner Fassbinder, 1975 und 1977), das Bremer Theater (Leonce und Lena unter der Regie von Werner Schroeter, 1986), das Bayerische Staatsschauspiel München (Edmond von David Mamet unter der Regie von Walter Bockmayer, 1987) und zuletzt das Münchner Volkstheater (2007/2008 in Baal von Bertolt Brecht unter der Regie von Hans Neuenfels).
Erste Bekanntschaft mit dem Film machte sie während ihrer Ausbildung zur Schauspielerin als Nebendarstellerin in zwei eher belanglosen, satirischen Sexkomödien, unter anderem in Michael Verhoevens Sexfilm-Parodie Engelchen macht weiter – Hoppe, hoppe Reiter. Ihr Debüt als Film- und Fernsehdarstellerin gab sie 1970 in dem Fernsehfilm Messerspiele von Bruno Voges aus der SDR-Reihe Schreib ein Stück!. Es folgten beim SDR Die sich Christen nennen von Theo Mezger und Herlemanns Traum von Tom Toelle. In den 1970er und 1980er Jahren arbeitete sie vorzugsweise mit Vertretern des Neuen Deutschen Films zusammen –  mit George Moorse, Florian Furtwängler, Werner Schroeter und vor allem mit Rainer Werner Fassbinder. Außerdem übernahm sie neben ihrer Rolle als Sybille die Produktionsleitung und Aufnahmeleitung bei Fassbinders Film In einem Jahr mit 13 Monden. Im Herbst/Winter 1978 lebte sie mit Fassbinder in einer Wohnung in der Niebuhrstraße 78 in Berlin zusammen.
Weitere Stationen waren die US-Fernsehserie Holocaust und an der Seite von Romy Schneider in Gruppenbild mit Dame (Regie: Aleksandar Petrović). Auf internationaler Ebene spielte sie u. a. in Das Schlangenei von Ingmar Bergman, sowie in Die Abenteuer des jungen Indiana Jones (Produzent George Lucas). 1989 engagierte der französische Regisseur Claude Chabrol sie für Stille Tage in Clichy. Aus der Zusammenarbeit entwickelte sich eine persönliche Freundschaft und Engagements in drei weiteren Chabrol-Filmen folgten. Neben ihren Spielfilmrollen war Isolde Barth auch immer wieder in deutschen und französischen Fernsehproduktionen und Serien zu sehen.
Isolde Barth arbeitet neben ihrer Tätigkeit als Schauspielerin auch als Sprecherin für Hörspiele und TV-Features.  U.a. nahm sie 1998 beim Saarländischen Rundfunk das Hörspiel Virginia nach dem gleichnamigen Theaterstück von Edna O’Brien auf. 2004 wirkte sie beim Bayerischen Rundfunk in dem Hörspiel Schlecht gesehen, schlecht gesagt mit Texten von Samuel Beckett, sowie 2005 in dem Krimi-Hörspiel Blackout aus der Serie Der letzte Detektiv von Michael Koser mit.
Isolde Barth ist seit 2009 Mitglied der Jury des Bayerischen Filmpreises.

## Filmografie (Auswahl)
- 1968: Bengelchen liebt kreuz und quer
- 1969: Engelchen macht weiter – hoppe, hoppe Reiter
- 1974: Schattenreiter, Regie: George Moorse
- 1975: Das Messer im Rücken
- 1976: Goldflocken (Flocon d’or), Regie: Werner Schroeter
- 1977: Gruppenbild mit Dame
- 1977: Bolwieser
- 1977: Das Schlangenei (The Serpent's Egg)
- 1978: Despair – Eine Reise ins Licht
- 1978: Holocaust – Die Geschichte der Familie Weiss (Holocaust) (Fernseh-Miniserie)
- 1978: Die Ehe der Maria Braun
- 1978: In einem Jahr mit 13 Monden
- 1980: Exit … Nur keine Panik
- 1980: Die Reinheit des Herzens
- 1980: Palermo oder Wolfsburg
- 1981: Lola
- 1981: Frankfurt Kaiserstraße
- 1981: Wettlauf nach Bombay (Fernseh-Mehrteiler)
- 1982: Querelle
- 1983: Brandmale, Regie: George Moorse
- 1984: Annas Mutter
- 1984: Tausend Augen
- 1984: Frevel
- 1985: Rauhnacht, Regie: Klaus Weise
- 1985: Nur Frauen, kein Leben, Regie: Roland Suso Richter
- 1985: Marie Ward – Zwischen Galgen und Glorie
- 1986: Kein Alibi für eine Leiche, Regie: Wolf Dietrich
- 1987: Schloss zu vermieten (Florence ou La vie de château), Regie: Serge Korber
- 1988: Chimären – Fiktion und Wirklichkeit, Regie: Nico Hofmann
- 1988: Tatort – Winterschach (Fernsehfilm)
- 1989: Pestalozzis Berg
- 1990: Die zukünftigen Glückseligkeiten, Regie: Fred van der Kooij
- 1990: Stille Tage in Clichy (Jours tranquilles à Clichy)
- 1990: Dr. M
- 1990: Abenteuer Airport (Fernsehserie, Episode 1x08 Diamantenlady)
- 1991: Berlin Lady (La dame de Berlin), Regie: Pierre Boutron
- 1991: Malina
- 1992: Das lange Gespräch mit dem Vogel, Regie: Krzysztof Zanussi
- 1992: Bei Berührung Lebensgefahr (Touch and Die), Regie: Piernico Solinas
- 1992: Die Abenteuer des jungen Indiana Jones (The Young Indiana Jones Chronicles) – Congo (Fernsehserie, 1 Folge)
- 1992: Die ungewisse Lage des Paradieses, Regie: Franziska Buch
- 1992: Tatort – Blindekuh, (Fernsehfilm)
- 1993: Boomtown, Regie: Christoph Schrewe
- 1993: Durst
- 1994: Polizeiruf 110 – Samstags, wenn Krieg ist (Fernsehfilm)
- 1994: Novacek – La star de Babelsberg, Regie: Peter Goedel
- 1996: Anwalt Abel – Ihre Zeugin, Herr Abel (Fernsehserie, 1 Folge)
- 1996: Workaholic, Regie: Sharon von Wietersheim
- 1997: Sophie – Schlauer als die Polizei – Der große Abgang (Fernsehserie, 1 Folge)
- 1997: Kurklinik Rosenau – Schlechte Nachrichten (Fernsehserie, 1 Folge)
- 1997: Frost
- 1998: Der Laden
- 1998: Blutiger Ernst, Regie: Bernd Böhlich
- 1998: Rosamunde Pilcher – Dornen im Tal der Blumen (Fernsehfilm)
- 1999: Alphateam – Die Lebensretter im OP – Notstand (Fernsehserie, 1 Folge)
- 1999: Zwei Brüder – Gift (Fernsehserie, 1 Folge)
- 2000: Zwei Asse und ein König, Bernd Fischerauer
- 2000: Chabrols süßes Gift (Merci pour le chocolat)
- 2000: OP ruft Dr. Bruckner – Selbstjustiz (Fernsehserie, 1 Folge)
- 2000: Tatort – Chaos (Fernsehfilm)
- 2001: Die Manns – Ein Jahrhundertroman
- 2002: Tatort – Zartbitterschokolade (Fernsehfilm)
- 2002: Ein Liebhaber zuviel ist noch zu wenig, Regie: Wolf Gremm
- 2003: Adelheid und ihre Mörder – Der schwarze Bube (Fernsehserie, 1 Folge)
- 2003: Rosenstraße
- 2004: Utta Danella – Plötzlich ist es Liebe (Fernsehserie, 1 Folge)
- 2004: Die Brautjungfer (La demoiselle d’honneur)
- 2006: Ode an die Freude (Baruto no gakuen)
- 2006: Drei Schwestern made in Germany, Regie: Oliver Storz
- 2006: SOKO Köln – Letzte Ausfahrt Chorweiler (Fernsehserie, 1 Folge)
- 2006: Trau' niemals deinem Schwiegersohn!, Regie: Michael Kreihsl (Fernsehfilm)
- 2006: Die Cleveren – Das Geheimnis der Wölfe & Der Kannibale (Fernsehserie, 1 Folge)
- 2007: R.I.S. - Die Sprache der Toten – Stille Wasser (Fernsehserie, 1 Folge)
- 2008: Kronos. Ende und Anfang, Regie: Olav F. Wehling
- 2011: Dschungelkind
- 2013: Spieltrieb
- 2013: Der blinde Fleck
- 2016: Geschwister
- 2016: Fanny und die geheimen Väter, Regie: Mark Monheim
- 2016: Fanny und die gestohlene Frau, Regie: Mark Monheim
- 2017: Tatort – Die Liebe, ein seltsames Spiel (Fernsehfilm)
- 2020: Enfant Terrible
- 2021: Tatort – Das ist unser Haus (Fernsehfilm)
- 2021: Nö